# Saimax

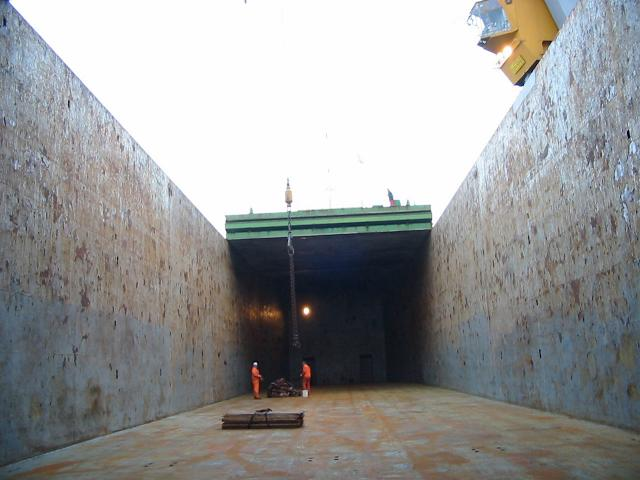
W ładowni drewnowca wielkości statku typu Saimax

Saimax – statek o maksymalnych wymiarach gabarytowych umożliwiających żeglugę po sieci jezior w Finlandii - Saimaa oraz po Zatoce Fińskiej.
Wielkość statku ograniczona jest wymiarami śluz oraz wysokością mostów znajdujących się na tej trasie. Obecnie teoretyczne wielkości wymiarów statków przedstawiają się następująco:
- zanurzenie 4,35 m
- szerokość 12,6 m
- długość 82,5 m
- nośność 2200 DWT dla statków całkowicie załadowanych
- wysokość od lustra wody 24,5 m.

Są to przede wszystkim jednostki przewożące drewno z rejonu Saimaa, w którym znajduje się około 60 przystani przez Kanał Saimaański do portów Morza Bałtyckiego. Całkowicie załadowany masowiec tego typu zabiera do ładowni do 4500 m³ drewna lub bel papieru.